# Marina Živković (musikalbum)
Marina Živković är Marina Živkovićs femte studioalbum som släpptes 2002 på Grand Production.

## Låtlista
1. Igraj nek je veselo
2. Druga žena
3. Zabranjeno
4. Prva sam
5. Pa šta
6. Nemoj
7. Suvišne su reči
8. Ne zovi me